# Timothy Adams
Timothy Christopher Adams (Belleville (New Jersey), 4 augustus 1967) is een Amerikaans acteur en model.

## Biografie
Adams werd geboren in Belleville maar groeide op in Harrison (New Jersey) in een gezin met vijf kinderen. Adams heeft zijn Bachelor of Science gehaald aan de Jersey City State University in Jersey City. Voordat hij een acteur werd begon hij zijn carrière als model voor Boss Modeling Agency. Van 1991 tot en met 1995 was hij getrouwd, en van 1997 tot en met 2003 had hij een relatie met Sherri Saum.

## Filmografie

### Films
Uitgezonderd korte films.
- 2022 Trophy Wife - als rechercheur McKenzie
- 2016 Pearl - als Kurt
- 2014 The Amazing Spider-Man 2 - als piloot
- 2005 Little Manhattan – als TV Cowboy
- 2003 Bad Boys II – als DEA Van Agent
- 1999 The Virgin Suicides – als Buzz Romano
- 1998 Sunset Beach: Shockwave – als Casey Mitchum
- 1995 Die Hard with a Vengeance – als Gunther

### Televisieseries
Uitgezonderd eenmalige gastrollen.
- 2021 Law & Order: Organized Crime - als inspecteur Chambliss - 2 afl.
- 2010 All My Children – als dr. Clayton – 8 afl.
- 2007 One Life to Live – als Ron Walsh – 5 afl.
- 2006 Rescue Me – als kamergenoot van Mike – 7 afl.
- 2002 Ocean Ave. – als Thomas O'Keefe – 68 afl.
- 2000 Guiding Light – als Rob Layne – 2 afl.
- 1997 – 1999 Sunset Beach – als Casey Mitchum – 310 afl.

### Computerspellen
- 2019 Grand Theft Auto Online: The Diamond Casino Heist - als Brucie Kibbutz
- 2019 Grand Theft Auto Online: The Diamond Casino & Resort - als Brucie Kibbutz
- 2013 Grand Theft Auto Online - als Brucie Kibbutz
- 2011 Saints Row: The Third – als Random Saint
- 2009 Grand Theft Auto IV: The Ballad of Gay Tony – als Brucie Kibbutz
- 2008 Grand Theft Auto IV – als Brucie Kibbutz